# Saint-Manvieu-Bocage
Saint-Manvieu-Bocage ist eine ehemalige französische Gemeinde mit zuletzt 543 Einwohnern (Stand: 1. Januar 2014), den Mévéens, im Département Calvados in der Region Normandie.
Zum 1. Januar 2017 wurde Saint-Manvieu-Bocage im Zuge einer Gebietsreform zusammen mit neun benachbarten Gemeinden als Ortsteil in die neue Gemeinde Noues de Sienne eingegliedert.

## Geografie
Saint-Manvieu-Bocage liegt rund 64 km südwestlich von Caen. Das im Département Manche gelegene Saint-Lô ist etwa 37 km entfernt. Das Gebiet wird vom Flüsschen Dathée durchquert, das hier zum Lac de la Dathée aufgestaut wird.

## Bevölkerungsentwicklung
| Jahr                             | 1793 | 1836 | 1876 | 1926 | 1946 | 1968 | 1990 | 2014 |
| Einwohner                        | 850  | 870  | 721  | 517  | 574  | 429  | 420  | 543  |
| Quelle: Cassini, EHESS und INSEE |      |      |      |      |      |      |      |      |

## Sehenswürdigkeiten
- Kirche Saint-Pierre aus dem 15. Jahrhundert, seit 1928 Monument historique;[3] ein Marienbildnis im Inneren ist seit 2000 gesondert als Monument historique gelistet[4]